# Język selkupski
Język selkupski (dawniej określany jako język ostiak-samojedzki) – język z grupy języków samojedzkich należących do rodziny uralskiej.
W 1989 r. podano, że ma 1800 użytkowników. Według danych z 2010 r. posługuje się nim nieco ponad 1000 osób. Dawniej służył jako regionalna lingua franca.
Selkupski razem z wymarłym językiem kamasyjskim (sajan-samojedzkim) należy do południowego zespołu języków samojedzkich. Używany jest przez ludność zamieszkującą zachodnią Syberię, między rzekami Ob i Jenisej. W języku selkupskim występuje kilka (ok. 5) zróżnicowanych dialektów. Różnice między poszczególnymi dialektami są dość duże, nawet sama nazwa języka selkupskiego w każdym z dialektów jest nieco odmienna. Po selkupsku język ten nazywany jest (w poszczególnych dialektach tego języka): šöľqumyt әty, čumyľ qumyt әty, śüssü qumyt әty, šöš qumyt әty, tüj qumyt әty.
T. Salminen (2007) uznaje selkupski za grupę trzech języków (północny, centralny, południowy). Najwięcej użytkowników ma selkup północny.
Język selkupski należy do języków zagrożonych wymarciem, jest bowiem wypierany przez język rosyjski.
Do zapisu języka selkupskiego stosowana jest cyrylica; język ten w formie pisemnej pojawił się po roku 1930.

## Alfabet
Alfabet selkupskiego języka literackiego (oparty na dialekcie tazowskim):
| А а | Ӓ ӓ | Б б | В в | Г г | Д д | Е е | Ә ә | Ё ё | Ж ж | З з |
| И и | І і | Й й | К к | Ӄ ӄ | Л л | М м | Н н | Ӈ ӈ | О о | Ө ө |
| Ӧ ӧ | П п | Р р | С с | Т т | У у | Ӱ ӱ | Ф ф | Х х | Ц ц | Ч ч |
| Ш ш | Щ щ | Ъ ъ | Ы ы | Ь ь | Э э | Ю ю | Я я |     |     |     |